# Tuvaluische Futsalnationalmannschaft
Die tuvaluische Futsalnationalmannschaft ist eine repräsentative Auswahl tuvaluischer Futsalspieler. Die Mannschaft vertritt den tuvaluischen Fußballverband bei internationalen Begegnungen.

## Abschneiden bei Turnieren
Die tuvaluische Futsalnationalmannschaft nahm erstmals 2008 an der Ozeanienmeisterschaft teil, Trainer war Sami Neemia. Alle Spiele gingen verloren und sie belegte den letzten Platz. Im Jahr 2010 wurde Toakai Puapua Trainer von Tuvalu, der bereits bei den Südpazifikspielen 2007 Coach der Tuvaluischen Fußballnationalmannschaft war (Alle Spiele gingen verloren, man belegte den letzten Platz). Bei der Futsal-Ozeanienmeisterschaft im August 2010 mussten die Kicker Tuvalus mit 2:21 gegen Salomonen die höchste Niederlage in der Geschichte der Auswahl hinnehmen.
Im Jahr 2011 übernahm schließlich Taki Vava den Trainerposten. Unter seiner Regie wurden im gleichen Jahr alle drei Gruppenspiele (Gruppe B) der OFC Futsal Championship verloren. Gegen Kiribati kam es dann zum Spiel um Platz 7. Dieses verlor die Futsalnationalmannschaft nur knapp mit 2:3. Somit hat Tuvalu noch nie ein Futsal Spiel gewinnen können.

### Aktueller Kader
| 1       | Siopepa Tailolo | Lakena United | 13 | 0 |
| Abwehr  |                 |               |    |   |
| 2       | Raj Sogivalu    | Nauti FC      | 4  | 0 |
| 3       | Malona Taukatea | Lakena United | 10 | 0 |
| 4       | James Lepaio    | FC Tofaga     | 4  | 0 |
| 5       | Jeff Maleko     | Nauti FC      | 4  | 0 |
| 8       | Matti Uaelesi   | Lakena United | 4  | 2 |
| Angriff |                 |               |    |   |
| 6       | Ben Petaia      | Nui           | 4  | 0 |
| 7       | Andrew Taufaiua | Nauti FC      | 4  | 1 |
| 9       | Meauma Petaia   | Tamanuku      | 4  | 1 |
| 10      | George Panapa   | FC Tofaga     | 4  | 0 |
| 11      | Lutelu Tiute    | FC Tofaga     | 4  | 0 |
| 12      | Etimoni Timuani | FC Tofaga     | 4  | 0 |

### Ehemalige Spieler
Felo Feoto, Tioti Maati Toafa, Imo Fiamalua, Mahanga Teiaputi, Maio Etimani, Mau Penisula, Paitela Kelemene, Peniuna Kaitu, Starchel Soloseni, Semalie Fotu, Neemia Onosemu

## OFC Futsal Championship
Es handelt sich um den Futsal-Pokal des Ozeanischen Fußballverbandes OFC.
- 1992 bis 2004  – nicht teilgenommen
- 2008 – 7. Platz
- 2009 – nicht teilgenommen
- 2010 – 1. Runde
- 2011 – 8. Platz
- 2013 – nicht teilgenommen
- 2014 – nicht teilgenommen
- 2016 – nicht teilgenommen

### Bisherige Trainer
- Sami Neemia (2008)
- Toakai Puapua (2010)
- Taki Vave (2011)